# جوینتلیتسه
جوینتلیتسه (به لهستانی:  Dziewiętlice) یک روستا در لهستان است که در گمینا پاچکوو واقع شده‌است. جوینتلیتسه ۶۸۰ نفر جمعیت دارد.